# 베드퍼드스타이베선트

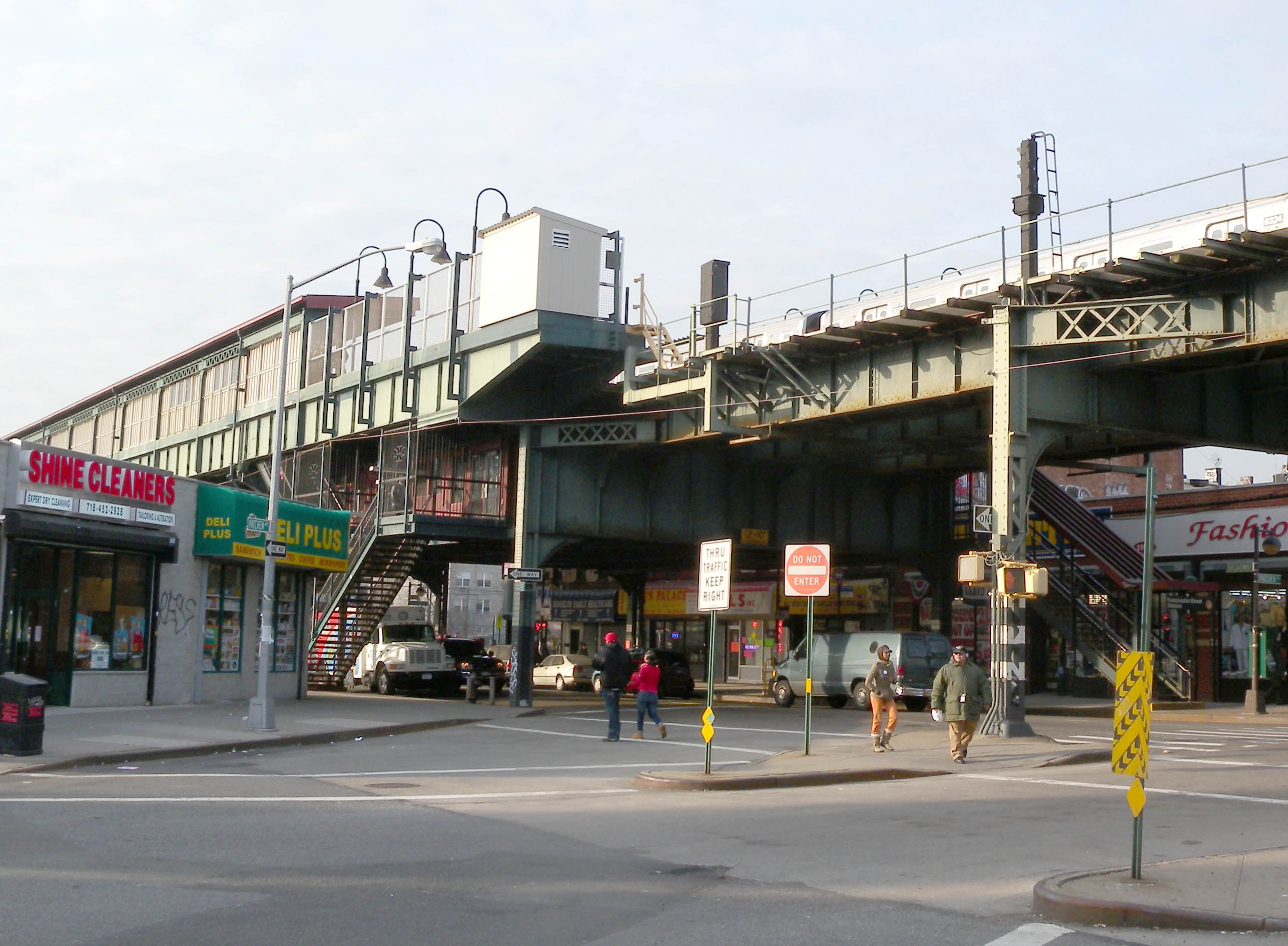
베드퍼드스타이베선트

베드퍼드스타이베선트(Bedford–Stuyvesant)는 미국 뉴욕 브루클린의 중앙에 위치한 지역이다. 베드-스타이(Bed–Stuy)라고도 한다. 19세기 말, 전차와 고가 철도가 깔려 브루클린 다운타운이나 맨해튼에서 일하는 노동자 계급과 중류 계급의 사람들의 주거 지역이 되었다. 맨해튼 할렘과 대등한, 아프리카계 미국인 문화의 중심지로 생각하는 사람이 많다. 제 2차 세계 대전 중 또는 후에 미국 남부에서 많은 아프리카계 미국인이 농사 일자리가 줄어들고, 북부에서 노동 기회를 찾기 위해 이 지역으로 많이 옮겨왔다. 이 시기에 자메이카, 바베이도스와 같은 카리브해 지역에서 이민도 많이 왔다.